# Alcide Vaucher
Alcide Vaucher (* 19. April 1934 in Genf; † 3. Juni 2022) war ein Schweizer Radrennfahrer und nationaler Meister im Radsport.

## Sportliche Laufbahn
Vaucher war im Strassenradsport und im Bahnradsport aktiv. 1954 siegte er in der nationalen Meisterschaft im Strassenrennen der Amateure. 1955 gewann er die Tour du Lac Léman vor Hans Hobi.
Von 1955 bis 1961 war er Berufsfahrer. 1959 konnte er eine Etappe in der Tour de Suisse gewinnen und wurde Zweiter in der Tour du Vaucluse. In der Trofeo Baracchi 1957 wurde er mit Rolf Graf als Partner Zweiter.
Die Vier-Kantone-Rundfahrt 1958 beendete er als Dritter. In den Einzelzeitfahren Grand Prix des Nations und Gran Premio di Lugano kam er 1959 auf den 3. Platz. 1960 wurde er in der Meisterschaft von Zürich hinter Fredy Rüegg Zweiter.
In der Tour de France 1957 und im Giro d’Italia 1960 schied Vaucher aus. In den Rennen der Monumente des Radsports war der 21. Platz in der Lombardei-Rundfahrt 1959 sein bestes Resultat.
Auf der Bahn wurde er 1956 Dritter der nationalen Meisterschaft in der Einerverfolgung.